# Rhachicallis americana
Rhachicallis americana là một loài thực vật có hoa trong họ Thiến thảo. Loài này được (Jacq.) Hitchc. miêu tả khoa học đầu tiên năm 1893.